# نوريهيرو كأراتاني
نوريهيرو كأراتاني (باليابانية: 柄谷 典宏) (17 أغسطس 1970 في شيزوكا في اليابان – )؛ هو لاعب كرة قدم سابق كان يلعب كحارس مرمى.